# Cege község
Cege község (románul: Comuna Țaga) község Kolozs megyében, Romániában. Központja Cege, beosztott falvai Noszoly, Vasasszentegyed, Vasasszentegyedivölgy, Vasasszentiván.

## Fekvése
Kolozs megye keleti részén helyezkedik el, Kolozsvártól 70, Szamosújvártól 18 kilométer távolságra. Keleten Beszterce-Naszód megyével és Buza községgel, délre Gyeke és Magyarpalatka községekkel, nyugaton Szék községgel, északon Ördöngösfüzes és Szépkenyerűszentmárton községekkel határos.
A községen áthalad a DJ 109C megyei út.

## Népessége
A 2011-es népszámlálás adatai alapján a község népessége 1947 fő volt, ami csökkenést jelent az előző, 2002-es népszámláláskori állapothoz képest, amikor 2162 főt jegyeztek fel. A lakosság többsége román, a legfontosabb kisebbségek a magyar (5,96%) és a roma (3,24%). A vallásukat tekintve a lakosság többsége ortodox (88,55%), de élnek a községben reformátusok (5,6%) és görögkatolikusok is (1,18%).

## Nevezetességei
A község területéről az alábbi épületek szerepelnek a romániai műemlékek jegyzékében:
- a noszolyi református templom (LMI-kód: CJ-II-m-B-07720)
- a noszolyi Szent Mihály és Gábriel arkangyalok fatemplom (CJ-II-m-B-07721)
- a vasasszentegyedi Szent Demeter-fatemplom (CJ-II-m-B-07757)
- a cegei Wass-kastély (CJ-II-m-B-07803)